# Rolfe Photoplays
La Rolfe Photoplays fu una società di produzione cinematografica statunitense fondata nel 1915 da B.A. Rolfe. Benché la società avesse come sede la California, gran parte delle sue produzioni furono girate sulla East Coast, principalmente nel New Jersey, nei dintorni di Fort Lee. I film prodotti dalla casa erano distribuiti in seguito un accordo con Louis B. Mayer attraverso la Metro Pictures Corporation. Tra gli attori che lavorarono per la Rolfe Photoplays: Viola Dana, Orrin Johnson, Mabel Taliaferro, Creighton Hale, il mago Harry Houdini, Lionel Barrymore, William Faversham, Evelyn Brent.

## Filmografia
- Rip van Winkle (1914)
- The Three of Us, regia di John W. Noble (1914)
- Satan Sanderson, regia di John W. Noble (1915)
- The Cowboy and the Lady, regia di Edwin Carewe (1915)
- The High Road, regia di John W. Noble (1915)
- Fighting Bob, regia di John W. Noble (1915)
- The Flaming Sword, regia di Edwin Middleton (1915)
- The Right of Way, regia di John W. Noble (1915)
- Destiny: Or, The Soul of a Woman, regia di Edwin Carewe (1915)
- The Bigger Man, regia di John W. Noble (1915)
- One Million Dollars, regia di John W. Noble (1915)
- The House of Tears, regia di Edwin Carewe (1915)
- Her Great Price, regia di Edwin Carewe (1916)
- The Snowbird, regia di Edwin Carewe (1916)
- The Purple Lady, regia di George A. Lessey (1916)
- The Quitter, regia di Charles Horan (1916)
- The Wheel of the Law, regia di George D. Baker (1916)
- The Dawn of Love, regia di Edwin Carewe (1916)
- The Brand of Cowardice, regia di John W. Noble (1916)
- The Stolen Triumph, regia di David Thompson
- The Awakening of Helena Ritchie, regia di John W. Noble (1916)
- The White Raven, regia di George D. Baker (1917)
- A Magdalene of the Hills, regia di John W. Noble (1917)
- The Millionaire's Double, regia di Harry Davenport (1917)
- Peggy, the Will O' the Wisp, regia di Tod Browning
- Dall'odio all'amore (The Barricade), regia di Edwin Carewe (1917)
- The Girl Without a Soul, regia di John H. Collins (1917)
- Blue Jeans, regia di John H. Collins (1917)
- The Claim, regia di Frank Reicher (1918)
- The Master Mystery, regia di Harry Grossman, Burton L. King - serial cinematografico (1918)